# إعلان حقوق الطفل

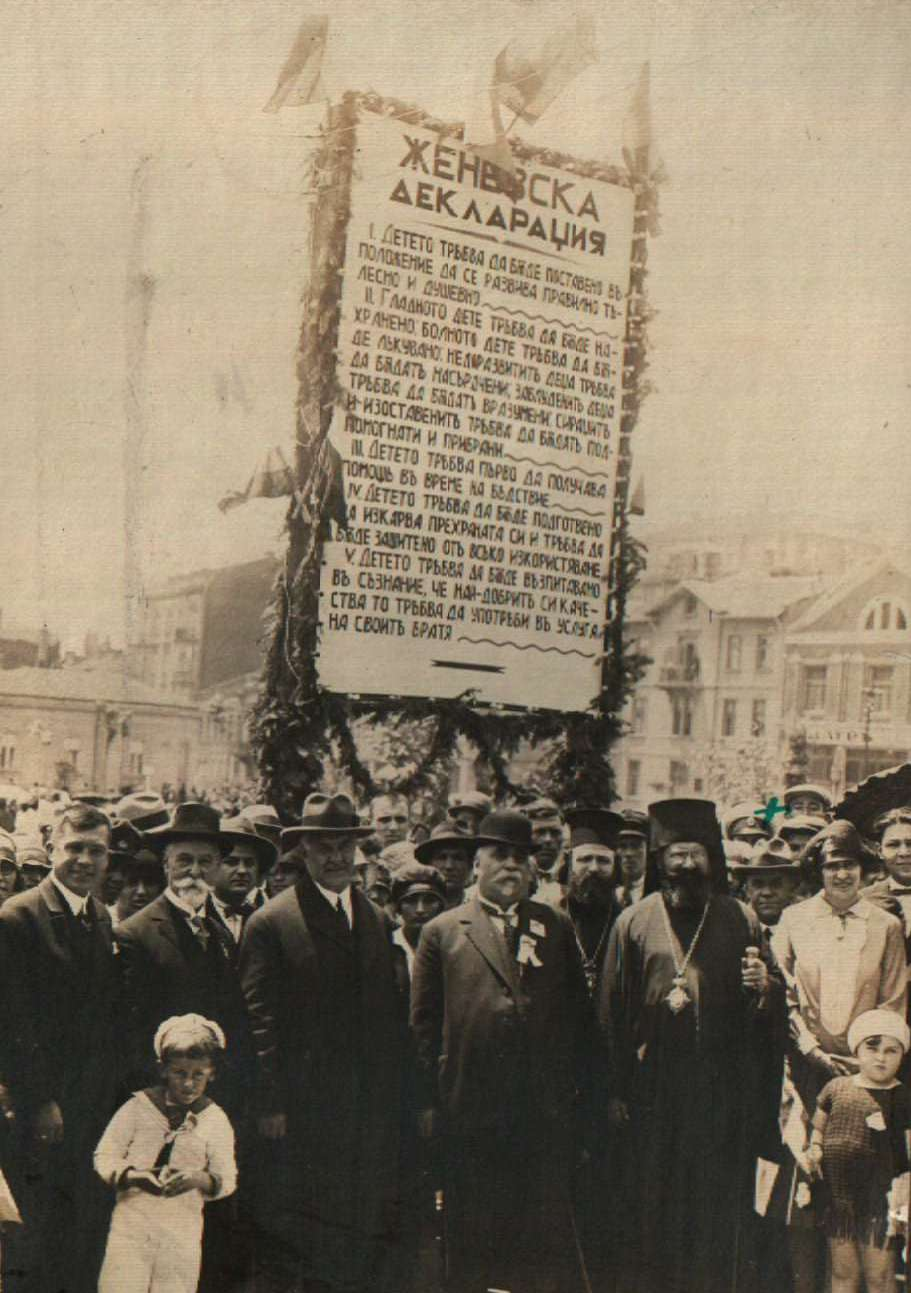

الطفل هو كل إنسان لم يتجاوز الثامنة عشر فيستطيع التمتع بحقوق خاصة به. ويتراوح عمره ما بين 1 إلى 17 ونظرا لإصدار الأمم المتحدة الإعلان العالمي لحقوق الإنسان فقد طالب بعض المثقفين بإعلان حقوق الطفل لعدم وجود ذكر لحقوق الطفل في إعلان حقوق الإنسان إلا في مادة واحدة والتي تقول "إن للأمومة والطفولة الحق في رعاية خاصة، وينعم كل الأطفال بالحماية الاجتماعية نفسها، وإن للآباء الحق الأول في اختيار نوع تربية أولادهم."
ولهذا قامت منظمة اليونيسيف التابعة للأمم المتحدة بإصدار إعلان حقوق الطفل يوم 20 نوفمبر 1959

## إعلان حقوق الطفل
صدر رسميا إعلان حقوق الطفل هذا لتمكنيه من التمتع بطفولة سعيدة ينعم فيها، ويكون محمي من جميع الجهات ولديه الحقوق التي تأمن له حياة سعيدة، لخيره وخير المجتمع، بالحقوق والحريات المقررة في هذا الإعلان، وتدعو الآباء والأمهات، والرجال والنساء، و تنص على ما يلي:
- أولا: يجب أن يتمتع الطفل بجميع الحقوق المقررة في هذا الإعلان. ولكل طفل بلا استثناء أن يتمتع بهذه الحقوق دون أي تفريق أو تمييز بسبب اللون أو الجنس أو الدين، أو الأصل القومي أو الاجتماعي، أو الثروة أو النسب أو أي وضع آخر يكون له أو لأسرته.
- ثانيا: يجب أن يتمتع الطفل بحماية خاصة وأن تمنح له الفرص والتسهيلات اللازمة لنموه الجسمي والعقلي والخلقي والروحي والاجتماعي نموا طبيعيا سليما في جو من الحرية والكرامة.
- ثالثا: للطفل منذ مولده حق في أن يكون له اسم وجنسية.
- رابعا: يجب أن يتمتع الطفل بفوائد الضمان الاجتماعي وأن يكون مؤهلا للنمو الصحي السليم. وعلى هذه الغاية، يجب أن يحاط هو وأمه بالعناية والحماية الخاصتين اللازمتين قبل الوضع وبعده. وللطفل حق في قدر كاف من الغذاء والمأوي واللهو والخدمات الطبية.
- خامسا: يجب أن يحاط الطفل المعوق جسميا أو عقليا أو اجتماعيا بالمعالجة والتربية والعناية الخاصة التي تقتضيها حالته.
- سادسا: يحتاج الطفل لكي ينعم بشخصية، إلي الحب والتفهم. ولذلك يجب أن تتم نشأته برعاية والديه وفي ظل مسؤوليتهما، في جو يسوده الحنان والأمن المعنوي والمادي فلا يجوز، إلا في بعض الظروف، فصل الطفل الصغير عن أمه. ويجب على المجتمع والسلطات العامة تقديم عناية خاصة للأطفال المحرومين من الأسرة وأولئك المفتقرين إلي كفاف العيش.
- سابعا: للطفل حق في تلقي التعليم، الذي يجب أن يكون مجانيا وإلزاميا، في مراحله الابتدائية على الأقل، وتقع هذه المسؤولية بالدرجة الأولي على أبويه. ويجب أن تتاح للطفل فرصة كاملة للعب واللهو، اللذين يجب أن يوجها نحو أهداف التعليم ذاتها، وعلى المجتمع والسلطات العامة السعي لتيسير التمتع بهذا الحق.
- ثامنا: يجب أن يكون الطفل، في جميع الظروف، بين أوائل المتمتعين بالحماية والإغاثة.
- تاسعا: يجب أن يتمتع الطفل بالحماية من جمع صور الإهمال والقسوة والاستغلال.ولا يجوز استخدام الطفل قبل بلوغه سن الرشد. ويحظر في جميع الأحوال حمله علي العمل أو تركه يعمل في أية مهنة أو صنعة تؤذي صحته أو تعليمه أو تعرقل نموه الجسمي أو العقلي أو الخلقي.
- عاشرا: يجب أن يحاط الطفل بالحماية من جميع الممارسات التي قد تدفع إلي التمييز العنصري أو الديني أو أي شكل آخر من أشكال التمييز، وأن يربي علي روح التفهم والتسامح، والصداقة بين الشعوب، والسلم والأخوة العالمية.

## حقوق الطفل
إنه لأمر مثير للأسى أن يشكل الأطفال هذا القطاع الكبير من ضحايا النزاعات المسلحة. ولا يرجع ذلك فقط إلى أنهم يمثلون جانباً كبيراً من عدد السكان المدنيين، بل يعود أيضاً إلى أن الأطفال، على وجه الخصوص، هم الجانب الأضعف والأكثر عرضة للإيذاء عن غيرهم. وكثيراً جداً ما يُنتزَع الأطفال من أُسرهم ويصابون بالجروح ويتعرضون لشروخ نفسية عميقة بسبب ما شاهدوه من فظائع، أو حتى إجبارهم على ارتكابها. وبسبب حرمانهم من طفولتهم وشبابهم فإن هؤلاء الأطفال غالباً ما يواجهون الكثير من المشاكل التي تعوق إعادة اندماجهم في مجتمعاتهم التي لحق بها الدمار.
لذلك ترحب اللجنة الدولية للصليب الأحمر بهذا الاهتمام الدولي المتزايد بمأساة الأطفال ضحايا النزاعات المسلحة، وتشير إلى إسهام الممثل الخاص للأمين العام لشئون الأطفال والنزاعات المسلحة، السيد/أولارا أوتونو، في تحسين مستوى التوعية بهذا الأمر.
ويتضح من الأمثلة العديدة التي جرت فيها مناقشة مشكلة الأطفال، ومنها على سبيل المثال، النقاش الذي جرى مؤخراً في مجلس الأمن، مدى اهتمام المجتمعات المدنية والحكومات بهذا الأمر. ويزداد الأمل في أن يسفر الاهتمام الواضح بذلك عن إجراء عملي لمساعدة وتجنيب الأجيال الراهنة والمقبلة من الأطفال شرور الحروب.
إن العناصر المختلفة العاملة في الحركة الدولية الصليب الأحمر والهلال الأحمر دأبت طوال سنوات عديدة على ممارسة مجموعة واسعة النطاق من الأنشطة لمساعدة الأطفال ضحايا النزاعات المسلحة. وقد اعتمد مجلس مندوبيها، في عام 1995, خطة عمل تهدف إلى تحقيق مزيد من التقدم لهذه الأنشطة. وتركز هذه الخطة أساساً على منع استخدام الأطفال كجنود وعلى إعادة التأهيل النفسي للأطفال من ضحايا النزاعات المسلحة.
كما استفاد الأطفال بطبيعة الحال من الخدمات الميدانية التي تقوم بها اللجنة الدولية للصليب الأحمر. وتشمل هذه الخدمات تزويد المجتمعات المدنية بالمساعدات الغذائية والطبية التي هي في حاجة إليها، إضافة إلى إعادة إصلاح الخدمات الصحية العامة، وتسهيل الاتصال بين الأُسر التي تفرق شملها، والتوسط لدى أطراف النزاع المسلح بهدف حثها على احترام التزاماتها بموجب القانون الدولي الإنساني. ومن بين هذه الأنشطة المحددة نشير إلى التحقق من هوية الأطفال وتسجيل غير المصحوبين بذويهم وجمع شمل الأُسر ودعم التعليم إضافة إلى بذل الجهود اللازمة لضمان معاملة الأطفال المحتجزين، طبقاً للحماية الخاصة التي يسبغها عليهم القانون الإنساني.
وتمشياً مع خطة العمل، فإن اللجنة الدولية للصليب الأحمر طورت مبدأ عدم تجنيد الأطفال حتى سن الثامنة عشرة وعدم مشاركتهم في النزاعات المسلحة. وقد أنجزت هذه المهمة بشكل ملحوظ عن طريق المشاركة في مجموعة العمل المفتوحة العضوية المختصة بصياغة مشروع البروتوكول الاختياري لاتفاقية حقوق الطفل فيما يتعلق بمشاركة الأطفال في النزاعات المسلحة. وفي هذا الخصوص فإن اللجنة الدولية للصليب الأحمر تود أن تكرر دعمها لاعتماد بروتوكول اختياري حول هذه القضية، وفي الوقت نفسه تعرب عن أسفها لعدم التمكن حتى الآن من الوصول إلى إجماع حول نص محدد.
كما تود اللجنة الدولية أن تكرر هنا وباختصار وجهة نظرها بشأن محتوى الصك الذي يجب اعتماده. وباختصار، ينبغي أن يحظُر البروتوكول الاختياري كلاً من التجنيد التطوعي والإجباري، ويحظُر أيضاً الاشتراك المباشر وغير المباشر في الأعمال العدائية.
وأكثر من هذا أهمية، ينبغي أن ينطبق ذلك على كل أطراف النزاع المسلح، بما فيها المجموعات المسلحة. وفي الحقيقة، أثبتت التجربة العملية ضرورة أن تتوفر أولاً التزامات قانونية متساوية لدى طرفي النزاع، حتى يتحقق احترام قواعد القانون الدولي الإنساني المتعلقة بذلك. وحيث إن موضوع البحث المطروح علينا يتعلق بالنزاع المسلح، فهو يمثل حالة واضحة توجب اعتماد منطق القانون الدولي الإنساني في صك قانون حقوق الإنسان.
وقد سبق للجنة الدولية للصليب الأحمر أن قدمت في العام الماضي وجهة نظرها بهذا الشأن أمام هذه اللجنة وأمام مجموعة العمل المفتوحة العضوية التابعة لها. وقد أتيحت لها فرصة شرح موقفها للرئيسة الجديدة لمجموعة العمل، السفيرة كاثرين فون هيدنستام، كما ظلت ملتزمة بالمشاركة في أي مشاورات تجرى في المستقبل بهدف الوصول إلى حماية قانونية أفضل للأطفال المعنيين.
وبطبيعة الحال فإن تلك الجهود تقلل بحال من الأحوال من ضرورة التأكد من تطبيق أفضل للمعايير السارية حالياً, والبحث على وجه الخصوص عن حل لمشكلة مشاركة الأطفال الذين لم يتجاوزوا سن الخامسة عشرة في النزاعات المسلحة.
لذلك فإن اللجنة الدولية للصليب الأحمر ترحب باعتماد النظام الأساسي للمحكمة الجنائية الدولية، الأمر الذي سيكفل عدم مشاركة الأطفال دون الخامسة عشرة من عمرهم في الأعمال العدائية. وينبغي أن نلاحظ أن مجموعة كبيرة من الإجراءات الأخرى من شأنها أن تسهم في تحقيق هذا الهدف، وبخاصة تلك التي تهدف إلى تزويد الأطفال المعرضين للخطر بمصدر بديل للدخل والوظيفة والاستقرار الملحوظ والاحترام الاجتماعي.